# Семейная мелодрама
«Семейная мелодрама» (латыш. Ģimenes melodrāma) — художественный фильм режиссёра Бориса Фрумина, снятый на Рижской киностудии в 1976 году. Премьера фильма состоялась 27 июня 1977 года.
В картине исполняется «Ласковая песня» Марка Фрадкина на слова Евгения Долматовского.

## Сюжет
Подросток Владимир Барабанов, по прозвищу «Барабан», собирается вечером на домашнюю встречу своих одноклассников. Родители Володи в разводе. Отец не нашёл счастья в новой семье, а мать прячется от навалившихся забот в воспоминаниях о своей артистической юности.
Володя глубоко переживает случившиеся, но за маской школьного шутника скрывает свои настоящие чувства. Сложные отношения родителей перепутались в душе мальчика с ожиданием своей первой любви. Он ищет, но не может найти выход из самых простых ситуаций.
Вернувшийся домой после танцев Володя узнаёт от соседской девочки, что после очередного разговора со своим бывшим мужем его мать была отправлена в больницу. Забыв про всё, он немедленно отправляется к ней на встречу.

## В ролях
- Людмила Гурченко — Валентина Барабанова (озвучивает Галина Чигинская)
- Валерий Каргин — Владимир Барабанов
- Лев Круглый — Павел Барабанов
- Людмила Крячун — Марина (озвучивает Галина Чигинская)
- Алла Покровская — Елена Николаевна, учительница литературы
- Михаил Иванов — Илья Алексеевич, учитель анатомии
- Алексей Михайлов — директор школы

### В эпизодах
- Арийс Гейкинс — руководитель хора
- Ольгерт Дункерс — администратор клуба
- Волдемар Лобиньш — сосед
- Альфонс Калпакс — пенсионер
- Таливалдис Каптейнис — участник хора

### Ученики
- Зигрида Ладус
- Наташа Гриневская
- Андрей Маховик
- Байба Бисениеце
- Оля Тимина
- Ольга Шелюк
- Марина Путилова
- Галя Лопаткина
- Оля Остапенко
- Люда Сухова

## Съёмочная группа
- Автор сценария: Владимир Лобанов
- Режиссёр-постановщик: Борис Фрумин
- Оператор-постановщик: Зигурд Дудиньш
- Композитор: Петерис Плакидис
- Художник-постановщик: Константин Форостенко
- Звукооператор: Виктор Лычёв
- Режиссёр: Петерис Крыловс
- Оператор: Петерис Трупс
- Дирижёр: Товий Лифшиц
- Художник по костюмам: Иева Кундзиня
- Художник-гримёр: Рима Убаре
- Монтажёр: Майя Индерсоне
- Редактор: Освальд Кубланов
- Музыкальный редактор: Николай Золотонос
- Директор: Гунар Сопс